# Onthophagus mulgravei
Onthophagus mulgravei là một loài bọ cánh cứng trong họ Bọ hung (Scarabaeidae).